# 勒图尔讷河畔勒沙特莱
勒图尔讷河畔勒沙特莱（法語：Le Châtelet-sur-Retourne，法語發音：[lə ʃatlɛ syʁ ʁətuʁn]）是法国大東部大區阿登省的一个市镇，属于勒泰勒区。

## 地理
勒图尔讷河畔勒沙特莱（49°25'1"N, 4°16'41"E）面积9.94 平方千米，位于法国大東部大區阿登省，该省份为法国北部内陆省份，西接埃纳省，南至马恩省，东临默兹省，北与比利时接壤。
与勒图尔讷河畔勒沙特莱接壤的市镇（或旧市镇、城区）包括：贝尔尼库尔、梅尼勒莱皮努瓦、讷夫利兹、塔尼翁。

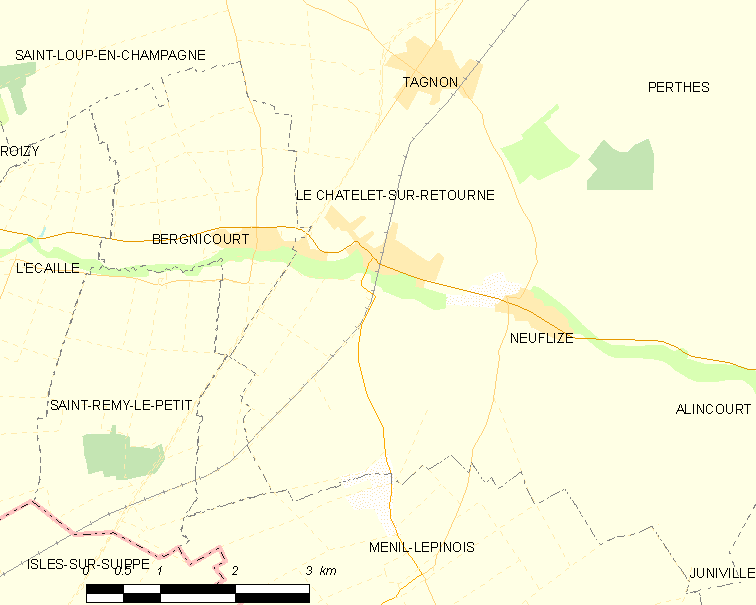
勒图尔讷河畔勒沙特莱的OSM定位图

勒图尔讷河畔勒沙特莱的时区为UTC+01:00、UTC+02:00（夏令时）。

## 行政
勒图尔讷河畔勒沙特莱的邮政编码为08300，INSEE市镇编码为08111。

## 政治
勒图尔讷河畔勒沙特莱所属的省级选区为波尔西安堡县。

## 人口

1962-2008年间勒图尔讷河畔勒沙特莱人口变化图示

勒图尔讷河畔勒沙特莱于2022年1月1日时的人口数量为775人。